# Аль-Хасан ан-Наубахти
Абу Мухаммад аль-Хасан ибн Муса ан-Наубахти — один из видных историков-ересиографов и идеологов шиитского движения конца IX в персидского происхождения.
Самым известным сочинением аль-Хасана ан-Наубахти — к тому же единственным, дошедшим до нас, — является его «Шиитские секты» («Фирак аш-ши’а»).

## Родословие
Род Наубахти — один из многочисленных персидских родов, принявших ислам, поступивших на службу к мусульманским правителям и внесших свою лепту в создание мусульманской цивилизации, в частности в области точных наук, философии и догматики. Родоначальником этой семьи был Наубахт — известный астролог и переводчик при дворе последних омейядских халифов. С утверждением аббасидской династии Наубахт (он прожил свыше ста лет) сблизился с халифом ал-Мансуром и за свою верность Аббасидам получил от последнего в ленное владение 2 тыс. джарибов земли в ал-Хувайзе. Возрастает известность Наубахта и его влияние при дворе халифа. Вместе с ал-Мансуром он принимает непосредственное участие в планировке и строительстве Багдада (сообщают, что именно Наубахт, будучи придворным астрологом, по положению звезд и светил вычислил час начала строительства города). Тогда же Наубахт под дружеским давлением халифа ал-Мансура принял ислам.
После смерти Наубахта место придворного астролога и переводчика занял его сын Абу Сахл ибн Наубахт, проживший около 80 лет, переживший семь халифов и умерший в 202/818 г. при халифе ал-Ма’муне. Абу Сахл и его сыновья прославились как переводчики на арабский язык с пехлеви сочинений ранних авторов по астрономии, философии, поэзии и литературе. Кроме того, они занимали видные должности в администрации аббасидского халифата. Один из сыновей Абу Сахла, Исма'ил, пользовался широкой известностью и уважением в Багдаде, находился в дружественных отношениях с аббасидским халифом ал-Махди (775—785 гг.)
Ал-Хасан ибн Мухаммад, правнук Исма’ила, был видным богословом в Багдаде. Последующие хронисты характеризуют его как авторитетного знатока хадисов и шиитских толков.
Сын ал-Хасана, — Муса, по прозвищу Ибн кибрийа («Сын славы»), — влиятельный шиит в Багдаде, известный астролог и математик. От его брака с сестрой Абу Сахла Исма'ила ибн Али ан-Наубахти в сер. III в. х./50-60-х годах IX в. н. э. родился ал-Хасан, будущий автор «Шиитских сект».

## Творческая деятельность
Творческая деятельность ал-Хасана ибн Мусы падает на последнюю треть IX в. — эпоху культурного и научного расцвета в халифате. Знатное происхождение, прекрасное образование и даровитость обеспечили ему доступ в высшие литературные и научные круги Багдада. Источники единодушно отмечают его компетентность в вопросах натурфилософии и богословия, литературы и астрономии. Эти обширные познания и разносторонние интересы ал-Хасана ибн Мусы способствовали, очевидно, тому, что он был в тесных отношениях со многими крупными учёными и философами своего времени. В его доме систематически собиралась группа видных философов и переводчиков, устраивались диспуты, на которых обсуждались интересовавшие их проблемы. Постоянными участниками этих диспутов и близкими знакомыми ал-Хасана были Сабит ибн Курра (ум. В 288/900 г. в возрасте 67 лет) — крупный ученый-математик, медик и философ; Исхак ибн Хунайн (ум. в Багдаде в 298/910 г. в возрасте 83 лет) — медики и философ, известный переводчик на арабский язык сочинений греческих авторов по философии и математике; Абу Осман ад-Димашки (ум. в сер. IV/конце 1-й половины X в.) — переводчик греческих трактатов по философии
Ал-Хасан ибн Муса отличался прекрасной осведомленностью в области религиозной литературы и философии, собирал и собственноручно переписывал книги. По признанию современников, он был одним из выдающихся знатоков шиитской (в частности, имамитской) догматики в Багдаде.
Ал-Хасан ибн Муса был автором свыше сорока работ, посвященных вопросам теологии, философии, астрономии и астрологии. Подавляющая часть его сочинений носила полемический характер опровержения различных учений, отличных от имамитских концепций. Среди его полемических трактатов (не дошедших до нас) источники называют различные «опровержения», как-то «Опровержение вакифитов», «Опровержение крайних», «Опровержение [сторонников] антропоморфизма», «Опровержение [учения] о метемпсихозе», «Опровержение Ибн ар-Равенди», «Опровержение Абу Исы ал-Варрака», «Возражения по вопросам имамата» мутазилиту Джафару ибн Харбу и хариджиту Яхье ибн Асфаху, «Возражение Абуль-Хузайлу относительно [теории] познания» и т. д. Теоретические труды ал-Хасана ибн Мусы («Книга об имамате», «Учение о единобожии» и др.) также носили полемический характер.
Ал-Хасан ибн Муса излагает не только учения своих единомышленников, но приводит аргументацию и своих идейных противников, не стремясь при этом к очернению или сознательному искажению их учений.
Среди утраченных сочинений ал-Хасана ибн Мусы немалый интерес представляет «Книга взглядов и верований» («Китаб ал-ара ва-д-дийанат»), о которой можно судить по дошедшим до нас фрагментам из неё (труд этот не был завершен автором). Ан-Наджаши, изучаший этот труд, отзывается о нём как о «хорошем сочинении, содержавшем многочисленные сведения [по истории религии]».
«Книга взглядов и верований», судя по извлеченным Х. Риттером цитатам, содержала разнообразные сведения о верованиях различных народов, о эллинской философии. В частности, ан-Наубахти излагает теорию познания софистов, учение дуалистов, философию Сократа. Немалый интерес представляет изложение верований народов Индии (в частности, брахманов), учения зороастрийцев и астрологических концепций.

## Шиитские секты (книга)
В самом начале сочинения автор изложил своё намерение описать секты, возникшие после смерти пророка Мухаммада, их учения и расхождения между ними относительно имамата. При этом автор оговорил, что речь пойдет не только о шиитских, но и о нешиитских сектах общины. Эта оговорка, как и действительное содержание первой части труда, не соответствует названию сочинения: «Шиитские секты»,
После этого вступления автор переходит к изложению расхождений, возникших в ранней мусульманской общине по вопросу о праве на верховное руководство общиной до убийства Османа (стр. 2-4) и после убийства (стр. 5-6). Далее следует описание разногласий, возникших в результате убийства Али, — приводятся мнения мурджиитов, джахмитов, хашавитов и «рационалистов» (асхаб ар-рай) о праве на имамат и качествах, которыми должен обладать глава мусульманской общины (стр. 6-8). Затем приводятся мнения различных групп мутазилитов и «традиционалистов» (ахл ал-хадис) об имамате «превосходящего» и «превзойденного» (стр. 8), расхождения по вопросу завещания (стр. 8).
Значительное место автор уделяет разногласиям между джахмитами, мутазилитами, хариджитами и бутритами о праве на имамат и необходимости последнего (стр. 8-12).
Далее излагаются расхождения, возникшие по поводу борьбы Али с Талхой и аз-Зубайром, между шиитами, зейдитами, различными группами мутазилитов, мурджиитов и хашавитов (стр. 12-14). Затем — расхождения между хариджитами, шиитами, мурджиитами, мутазилитами и хашвитами относительно третейского суда (стр. 14-15).
После общего рассуждения о многочисленных расхождениях внутри мусульманской общины по самым различным вопросам (стр. 15) автор переходит к изложению истории возникновения одной из первых сект в общине — шиитов (стр. 15-17), среди которых он выделяет ранних бутритов (стр. 18), джарудитов и зайдитов (стр. 19).
Далее автор повествует о расхождениях среди самих алидов после убийства Али и о возникновении алидских сект: сабаиты (стр. 19-20), кайсаниты (стр. 20-21), приверженцы имамата Хасана аль-Аскари (стр. 22) и его брата аль-Хусайна (стр. 22).
Затем следует изложение разногласий среди алидов после убийства аль-Хусайна (стр. 23): история образования секты мухтаритов-кайсанитов (стр. 24) и «крайних» сект — приверженцев имамата Мухаммада ибн ал-Ханафии — карбитов, байанитов и др. (стр. 25-27); хашимиты (стр. 27) и расхождения среди них после смерти Абу Хашима: «истинные» кайсаниты-мухтариты (стр. 28), хариситы (стр. 29), «крайние» равандиты — сторонники передачи имамата от Абу Хашима в потомство ал-Аббаса (стр. 29-30), байаниты — «крайние» приверженцы Абу Хашима (стр. 30-31). После этого автор возвращается к описанию сект, образовавшихся после убийства Абдаллаха ибн Муавийи (стр. 31-32).
На стр. 32-34 изложены учения хуррамдинитов о круговращении, переселении и воскресении душ и особенно подробно — учение мансуритов о переселении душ (стр. 34-37). Там же приводятся мнения зайдитов, мугиритов и кайсанитов по этому вопросу (стр. 37). Продолжая повествование о «крайних» сектах, автор приводит учения хаттабитских сект — «истинных» хаттабитов, базигитов, сариитов и муаммаритов (стр. 37-41) — и завершает этот раздел общими рассуждениями о «крайних» сектах, причисляющих себя к шиитам (стр. 41).
После описания «крайних» сект автор возвращается к изложению истории аббасидских шиитов-равандитов: абумуслимитов (стр. 41-42), ризамитов (стр. 42) и хурайритов (стр. 42). Далее следует история «истинных» Аббасидов, утвердивших имамат в потомстве ал-Аббаса по завещанию Абу Хашима (стр. 42-43), решение ал-Махди узаконить права Аббасидов на верховную власть ссылкой на родство их предка с пророком (стр. 43-44) и возникшие в результате этого разногласия (стр. 44-46). Завершается раздел о шиитах-аббасидах описанием двух «крайних» аббасидских сект: хашимитов (стр. 46) и равандитов, обожествлявших аббасидского халифа ал-Мансура (стр. 46-47).
После описания сект приверженцев Аббасидов автор возвращается к изложению собственно алидской истории — расхождения среди шиитов-алидов после убийства ал-Хусайна (стр. 47), история имамата Али ибн ал-Хусайна (стр. 47-48); сурхубиты (стр. 48-49) и разногласия между ними по вопросу знаний имамов и путей приобретения ими этих знаний (стр. 49-50); зайдитские секты, из которых автор выделяет «слабых» зайдитов или иджлитов (стр. 50), бутритов (стр. 50-51), «сильных» зайдитов и хусайнитов (хусейнитов) (стр. 51-52). Там же (стр. 52) автор упоминает мугиритов, признававших имамат зайдитского имама Мухаммада ибн Абдаллаха до смерти последнего.
Далее приводятся история имамата Мухаммада ибн Али, биографические сведения о его жизни (стр. 52-53) и расхождения среди шиитов-алидов после его смерти: мугириты (стр. 54), приверженцы имамата Джафара ибн Мухаммада и его противники (стр. 55); разногласия среди шиитов-алидов относительно бада и такийа (стр. 55-57); биографические сведения о жизни Джафара ибн Мухаммада (стр. 57).
Затем автор переходит к описанию сект, образовавшихся после смерти Джафара ибн Мухаммада: навуситы (стр. 57), «истинные» исмаилиты (стр. 57-58), мубаракиты (стр. 58), хаттабиты и борьба с ними (стр. 58-60), карматы (стр. 61-64), сумайтиты (стр. 64-65), футхиты (стр. 65-66), приверженцы имамата Мусы ибн Джафара (стр. 66-67).
Далее следует описание пяти сект, образовавшихся после смерти Мусы ибн Джафара: катиты (стр. 67), секты, отрицавшие его смерть и считавшие его каимом махди (стр. 67-68) (см. сн. 94), вакифиты-мамтуриты (стр. 68-70), башариты (стр. 70-71). Завершается этот раздел историей заточения Мусы и биографическими сведениями о его жизни (стр. 71-72).
Затем автор сообщает о расхождениях среди шиитов по вопросу имамата после смерти Али ибн Мусы, в результате чего образовалось несколько сект: приверженцы имамата Мухаммада ибн Али (стр. 72), приверженцы имамата Ахмада ибн Мусы (стр. 72), муаллифиты (стр. 72), мухаддиситы (стр. 72-73), «сильные» и «проницательные» зайдиты (стр. 73). Этот раздел также завершается биографическими сведениями о жизни Али ибн Мусы (стр. 73-74) и изложением причин образования двух из упомянутых сект — расхождения по поводу возможности управления общиной имамом, не достигшим совершеннолетия (стр. 74).
Далее излагается дискуссия среди приверженцев имамата Мухаммада ибн Али по поводу приобретения им знаний, необходимых для руководства общиной (стр. 74-76), и приводятся биографические данные о его жизни (стр. 76-77).
После этого автор переходит к имамату Али ибн Мухаммада, сообщает биографические сведения о его жизни (стр. 77), рассказывает историю образования «крайней» секты нумайритов (стр. 78) и историю имамата Мухаммада ибн Али (стр. 78-79). Затем идет история имамата ал-Хасана ибн Али и приводятся биографические сведения о его жизни (стр. 79).
Завершается сочинение изложением учений об имамате тринадцати сект, образовавшихся после смерти ал-Хасана ибн Али (стр. 79-94). Автор не дает названий этих сект, а перечисляет их под порядковыми номерами. Исключение составляют десятая секта — нафиситы (стр. 88-89), двенадцатая — имамиты (стр. 90-93) и тринадцатая — «истинные» футхиты (стр. 93-94).
Простой обзор содержания показывает, что название «Шиитские секты» применимо только ко второй половине труда, причем под шиитами автор подразумевает преимущественно умеренное течение в шиизме — имамитов. Первая же половина труда посвящена изложению разногласий, существовавших в ранней мусульманской общине и волновавших умы мусульман. Автора этой части труда меньше всего занимали вопросы классификации сект и их генетическое родство, тогда как вторая половина труда представляет собой попытку дать цельную картину истории имамитских сект и показать их последовательное развитие, отпочкование и соподчинение.
Прежде всего, все секты общины автор выводит из четырёх исходных религиозно-политических группировок (фирка): шииты, мутазилиты, мурджииты и хариджиты. Основным вопросом, из-за которого произошло это разделение, был вопрос о праве на руководство общиной верующих. Политический характер происхождения этих группировок для автора вполне очевиден: после смерти пророка именно борьба за главенство в общине послужила решающим толчком к разделению верующих на группировки.
Очень важно проследить процесс превращения религиозно-политических группировок в религиозно-догматические школы и секты. В этом отношении исключительного внимания заслуживают сведения, представленные в «Шиитских сектах», о самых ранних группировках в исламе, когда были разработаны основы религиозно-политической идеологии мусульман.